# Santa Isabel Xiloxoxtla
Santa Isabel Xiloxoxtla es una localidad del estado mexicano de Tlaxcala. Es cabecera del municipio de Santa Isabel Xiloxoxtla.

## Demografía
| Censo | Población |
| ----- | --------- |
| 1995  | 3171      |
| 2000  | 3184      |
| 2005  | 4118      |
| 2010  | 4436      |
| 2020  | 5443      |